# Kommandostyrning
Kommandostyrning (tyska: Befehlstaktik, engelska: command guidance) är en militär styrprincip för att utöva ledning. Kommandostyrning används inom uppdragstaktiken och förordas att användas när behovet av samordning kräver det. Kommandostyrning används för att samordna eld och rörelse i ett kort tidsperspektiv eller för att i en stridssituation ge order på stridsteknisk nivå.
Kommandostyrning innebär att högre chef i detalj styr och reglerar hur de underställda enheterna skall lösa en uppgift. Kommandostyrning tillämpas inom uppdragstaktiken som ett alternativ till uppdragsstyrning och används i svenska Försvarsmakten. Tyskarna använde framgångsrikt under andra världskriget kommandostyrning för att i det korta tidsperspektivet samordna genomförandet av en operation.
Termen kommandostyrning har i Sverige ofta missförståtts som en motsats till uppdragstaktik vilket inte är fallet. Vid användning av uppdragstaktik växlar man beroende på situation mellan kommandostyrning och uppdragsstyrning där chefen väljer vilken metod som bäst når de uppsatta målen.